# حسام العزيزي
حسام العزيزي (1944-1998) هو ممثل مصري. تولى العديد من المناصب آخرها مدير عام فرقة رضا. كما كان شريكا في فرقة مصر المسرحية مع النجم سعيد صالح و انتج أكثر من مسرحية منها كعبلون وازاز في ازاز.
توفى عام 1998 في المجر أثناء مرافقته لفرقة رضا في مهرجان اشتركت فيه هناك و حصلت على المركز الأول . وبعد احتفال قامت به السفارة تكريما له و للفرقة وافته المنية عن عمر يناهز 54 عام.